# Heliconius simulator
Heliconius simulator är en fjärilsart som beskrevs av Johannes Karl Max Röber 1921. Heliconius simulator ingår i släktet Heliconius och familjen praktfjärilar. Inga underarter finns listade i Catalogue of Life.